# Laguna temporal de Valdehornos
Laguna temporal de Valdehornos este o arie protejată (arie specială de conservare — SAC, sit de importanță comunitară — SCI) din Spania întinsă pe o suprafață de 4,24 ha, integral pe uscat.

## Localizare
Centrul sitului Laguna temporal de Valdehornos este situat la coordonatele 40°10′55″N 6°36′08″W / 40.181944°N 6.602222°V.

## Înființare
Situl Laguna temporal de Valdehornos a fost declarat sit de importanță comunitară în decembrie 2000 pentru a proteja 1 specie de animale. Situl a fost protejat și ca arie specială de conservare în mai 2015.

## Biodiversitate
Situată în ecoregiunea mediteraneană, aria protejată conține 4 habitate naturale: Iazuri temporare mediteraneene, Lacuri eutrofice naturale cu vegetație de tip Magnopotamion sau Hydrocharition, Păduri de stejar galițio-portugheze cu Quercus robur și Quercus pyrenaica, Pajiști umede mediteraneene cu ierburi înalte de Molinio-Holoschoenion.
La baza desemnării sitului se află o specie protejată de  reptile: Mauremys leprosa.
Pe lângă speciile protejate, pe teritoriul sitului au mai fost identificate 1 specie de păsări, 4 specii de amfibieni, 3 specii de nevertebrate, 9 specii de reptile.